# Europska središnja banka
Europska središnja banka (ESB, eng. European Central Bank - ECB) središnja je banka eurozone, monetarne unije 20 država članica Europske unije koje su usvojile euro kao vlastitu valutu. Osnovana je u sklopu Ugovora iz Amsterdama i jedna je od četiri najvažnije središnje banke na svijetu. Također je jedna od sedam institucija Europske unije, definiranih Ugovorom o Europskoj uniji (TEU). Temeljni kapital banke u vlasništvu je svih 27 središnjih banaka svake države članice EU-a. Trenutačna predsjednica ESB-a je Christine Lagarde, a sjedište Europske središnje banke nalazi se u Frankfurtu u Njemačkoj u novoizgrađenom sjedištu u kojeg se preselila iz bivšeg sjedišta u neboderu Eurotower.
Primarni cilj ESB-a je održati stabilnost cijena u eurozoni i propisan je člankom 2. Statuta ESB-a.  Njegove osnovne zadaće, utvrđene u članku 3. Statuta, su određivanje i provođenje monetarne politike na području eurozone, vođenje deviznih financijskih operacija, briga o deviznim rezervama Europskog sustava središnjih banaka, održavanje infrastrukture financijskog tržišta u sustavu plaćanja TARGET2, te održavanje tehničke platforme (koja se trenutno razvija) za namirenje transakcija vrijednosnim papirima u Europi (TARGET2 vrijednosni papiri). Prema članku 16. Statuta, ESB ima ekskluzivno pravo odobrenja izdavanja novčanica eura. Države članice mogu izdavati eurokovanice, ali ESB prethodno mora odobriti iznos.
ESB je izravno podređena europskom zakonu, ali njezin je sastav nalik korporaciji u smislu da ESB ima dioničare i dionički kapital. Kapital ESB-a iznosi 11 milijardi eura, a drže ga nacionalne središnje banke država članica kao dioničari. Početno pravilo za raspodjelu kapitala utvrđeno je 1998. na temelju broja stanovnika država i veličine BDP-a, ali ključ raspodjele kapitala kasnije je prilagođen novonastalim uvjetima. Dionice u ESB-u nisu prenosive i ne mogu se koristiti kao zalog.

## Povijest
Europska središnja banka je de facto nasljednica Europskog monetarnog instituta (EMI). EMI je osnovan na početku druge faze Ekonomske i monetarne unije EU (EMU) radi rješavanja prijelaznih problema i izazova država koje usvajaju euro i vrše pripreme za stvaranje ESB-a i Europskog sustava središnjih banaka (ESCB). EMI je sam preuzeo raniji Europski fond za monetarnu suradnju (EMCF).
ESB je službeno zamijenila EMI 1. lipnja 1998. na temelju Ugovora o Europskoj uniji (Ugovor iz Maastrichta), međutim svoje pune ovlasti nije izvršavala do uvođenja eura 1. siječnja 1999. kad je započela treća faza djelovanja EMU. Banka je bila posljednja institucija potrebna za uspostavu Europske monetarne unije, kako je istaknuto u izvješćima EMU-a Pierrea Wernera i predsjednika Jacquesa Delorsa. Osnovana je 1. lipnja 1998.
Prvi predsjednik banke bio je Wim Duisenberg, bivši predsjednik nizozemske središnje banke i Europskog monetarnog instituta. Dok je Duisenberg bio šef EMI-ja (preuzimajući dužnost od Alexandrea Lamfalussyja iz Belgije) neposredno prije nego što je ESB osnovan, francuska je vlada inzistirala da bivši šef francuske središnje banke Jean-Claude Trichet bude prvi predsjednik buduće ESB. Francuzi su tvrdili da bi prvi predsjednik trebao biti Francuz pošto će sjedište ESB-a biti u Njemačkoj. Tome su se usprotivile njemačka, nizozemska i belgijska vlada koje su Duisenberga doživljavale kao zagovaratelja politike jakog eura. Tenzije su ublažene džentlmenskim sporazumom u kojem će Duisenberg odstupiti s dužnosti na pola svog mandata, a zamijenit će ga Trichet.
Jean-Claude Trichet je zamijenio Duisenberga na mjestu predsjednika u studenom 2003.
Napetosti su se pojavile i oko Izvršnog odbora ESB-a, jer je bivša država članica Europske unije Ujedinjeno Kraljevstvo zahtijevala mjesto u odboru, iako se nije pridružila jedinstvenoj valuti. Pod pritiskom Francuske, tri mjesta dodijeljena su najvećim članicama, Francuskoj, Njemačkoj i Italiji, a Španjolska je također tražila i dobila svoje mjesto. Unatoč političkom sustavu imenovanja, odbor je odmah na početku utvrdio svoju neovisnost opirući se političkim pritiscima za mijenjanje kamatne stope i imenovanja budućih kandidata.
Kad je ESB stvorena, pokrivala je eurozonu od jedanaest zemlja članica. Od tada se Grčka pridružila u siječnju 2001., Slovenija u siječnju 2007., Cipar i Malta u siječnju 2008., Slovačka u siječnju 2009., Estonija u siječnju 2011., Latvija u siječnju 2014. i Litva u siječnju 2015., povećavajući tako opseg banke i broj članova Upravnog vijeća.
Dana 1. prosinca 2009. na snagu je stupio Lisabonski ugovor, a ESB je prema članku 13. stekla službeni status institucije EU.
U rujnu 2011. je njemački član Upravnog vijeća i Izvršnog odbora Jürgen Stark, dao ostavku u znak prosvjeda protiv "Programa tržišta vrijednosnih papira" ESB-a koji je uključivao kupnju državnih obveznica od strane ESB-a, potez koji se do tada smatrao zabranjenim Ugovorom o EU. Financial Times Deutschland nazvao je ovu epizodu "krajem ESB-a kakvog poznajemo", pozivajući se na njegov do tada percipirani "sokolski" stav o inflaciji i povijesni utjecaj Deutsche Bundesbank na politiku ESB-a.
Mario Draghi je 1. studenoga 2011. zamijenio Jean-Claudea Tricheta na mjestu predsjednika ESB-a.
U travnju 2011. ESB je povisila kamatne stope prvi put nakon 2008. godine s 1% na 1,25%, i kasnije na 1,50% u srpnju 2011. Međutim, u razdoblju 2012. – 2013. ESB je bila prisiljena naglo spustiti kamatne stope kako bi potaknula gospodarski rast, dosegnuvši povijesno niskih 0,25% u studenom 2013.  Ubrzo nakon što su stope snižene na 0,15%, 4. rujna 2014. središnja banka je dodatno smanjila stope za dvije trećine s 0,15% na 0,05%. Nedavno su kamatne stope dodatno snižene i dosegle najnižu zabilježenu stopu od 0,00%.
U studenom 2014. banka se preselila u novo sjedište.
Dana 1. studenog 2019. Christine Lagarde, bivša direktorica Međunarodnog monetarnog fonda, zamijenila je Maria Draghija na mjestu predsjednika.

### Odgovor na europsku dužničku krizu
Krajem 2009. nekolicina država juga eurozone, nije više bila u stanju otplaćivati državni dug denominiran u eurima niti financirati spašavanje problematičnih financijskih sektora pod njihovim nacionalnim nadzorom bez pomoći trećih strana. Ova tzv. europska dužnička kriza započela je nakon što je novoizabrana grčka vlada prestala prikrivati svoju stvarnu zaduženost i proračunski deficit falsificiranjem financijskih izvješća i otvoreno izjavila da im prijeti neposredna opasnost od stečaja države.
Predviđajući moguće stečajeve država unutar eurozone, šira javnost, međunarodne i europske institucije i financijska zajednica preispitali su ekonomsku situaciju i kreditnu sposobnost nekih država članica eurozone, posebno južnih zemalja. Prinosi državnih obveznica nekoliko zemalja eurozone posljedično su počeli su naglo rasti. To je izazvalo začarani krug panike na financijskim tržištima: što su više prinosi grčkih obveznica rasli, to je postajalo vjerojatnije moguće neispunjavanje obveza, to su se više prinosi obveznica povećavali.
Ta je panika pogoršana i zbog nemogućnosti reakcije i intervencije ESB-a na tržištima državnih obveznica i to iz dva razloga. Prvi je razlog taj što pravni okvir ESB-a zabranjuje kupnju državnih obveznica (članak 123. TFEU), što je spriječilo ESB da primijeni kvantitativno popuštanje poput politike Američkih Federalnih rezervi i Engleske banke koje to učinile 2008. godine i tako stabilizirale financijska tržišta. Drugo, odluka ESB-a donesena 2005. godine uvela je minimalni kreditni rejting (BBB-) za sve obveznice eurozone kako bi one bile prihvatljive kao kolateral za operacije ESB-a na otvorenom tržištu. To je značilo da bi, ako bi privatne rejting agencije smanjile rejting državne obveznice ispod tog praga, mnoge banke odjednom postale nelikvidne jer bi izgubile pristup operacijama refinanciranja ESB-a. Prema mišljenju bivšeg člana upravnog vijeća ESB-a Athanasiosa Orphanidesua, ova promjena u kolateralnom okviru ESB-a "zasadila je sjeme" euro krize.
Suočena s tim regulatornim ograničenjima, ESB pod vodstvom Jean-Claudea Tricheta 2010. godine nije bila u mogućnosti intervenirati kako bi smirila financijska tržišta. Do 6. svibnja 2010. Trichet je u nekoliko konferencija za tisak službeno odbacio mogućnost ESB-a da krene u kupnju državnih obveznica, iako su se Grčka, Portugal, Španjolska i Italija suočavale s valovima snižavanja kreditnog rejtinga i sve većim povećanjem kamatnih stopa.

### Program tržišta vrijednosnih papira
Europska središnja banka je 10. svibnja 2010. najavila pokretanje "Programa tržišta vrijednosnih papira" (SMP) koji je uključivao diskrecijsku kupnju državnih obveznica na sekundarnim tržištima. Odluku je izvanredno donijelo Upravno vijeće tijekom poziva na telekonferenciju samo tri dana nakon uobičajenog sastanka ESB-a 6. svibnja (kada je Trichet još uvijek odbacivao mogućnost kupnje državnih obveznica). ESB je opravdala ovu odluku nužnošću "rješavanja ozbiljnih napetosti na financijskim tržištima". Odluka se također poklopila s odlukom čelnika EU 10. svibnja o uspostavi Europskog mehanizma financijske stabilizacije, koji će poslužiti kao krizni fond za zaštitu europodručja od budućih kriza državnog duga.
Kupnja obveznica ESB-a bila je usmjerena prvenstveno na španjolski i talijanski dug. Namjeravali su ugušiti međunarodne financijske špekulacije protiv tih zemalja i tako izbjeći zarazu grčke krize na druge zemlje eurozone. Pretpostavka je bila da će se špekulativna aktivnost s vremenom smanjivati, a vrijednost imovine povećavati.
Iako je SMP doista predviđao ubrizgavanje novog novca na financijska tržišta, sve su injekcije ESB-a "sterilizirane" tjednim upijanjem likvidnosti. Dakle, operacija je bila neutralna za ukupnu novčanu masu.
Kad ESB kupuje obveznice od drugih vjerovnika, poput europskih banaka, ESB ne otkriva transakcijske cijene. Vjerovnici zarađuju na nagodbi pri kupoprodaji obveznica koje se prodaju po višim cijenama od tržišnih.
Od 18. lipnja 2012. ESB je u sklopu Programa tržišta vrijednosnih papira ukupno potrošila 212,1 milijardu eura za kupnju obveznica koje pokrivaju izravni dug što čini 2,2% BDP-a eurozone. Istovremeno je ESB ostvario značajnu dobit od SMP-a, koji je velikim dijelom preraspodijeljen zemljama eurozone. Eurogroupa je 2013. godine odlučila vratiti tu dobit Grčkoj, međutim isplate su obustavljene tijekom 2014. sve do 2017. zbog sukoba između Yanisa Varoufakisa i ministara Eurogroupe. Eurogrupa je na posljetku 2018. vratila Grčkoj dio sredstava međutim, nekoliko se nevladinih organizacija požalilo da se značajan dio dobiti ESB-a nikada neće vratiti Grčkoj.

### Reakcija na irsku bankarsku krizu
U studenom 2010. postalo je jasno da si Irska neće moći priuštiti spašavanje svojih propalih banaka, a posebno Anglo-Irish Bank kojoj je za spas od stečaja bilo potrebno oko 30 milijardi eura, što je iznos koji država očito nije mogla pribaviti zaduživanjem na financijskim tržištima. U to se vrijeme prinos irskih obveznica vrtoglavo popeo i dosegao usporedivu razinu s grčkim obveznicama. Irska je vlada međutim Anglo Irish banci izdala "mjenicu" od 31 milijarde eura (IOU), te je nacionalizirala. Zauzvrat banka je dostavila mjenicu u središnju banku Irske kao zalog i tako je mogla pristupiti hitnoj pomoći za likvidnost (ELA). Na ovaj je način Anglo Irish banka bila u stanju otplatiti svoje vjerovnike. Operacija je definirana kao vrlo kontroverzna, jer je u osnovi prebacila privatne dugove Anglo Irish banke u vladinu bilancu.
Kasnije je postalo jasno da je ESB odigrala ključnu ulogu ne dopustivši da irska vlada ostavi Anglo Irish banku u nemogućnosti da podmiruje svoje dugove te je tako izbjegla rizik financijske nestabilnosti. Dana 15. listopada i 6. studenoga 2010., predsjednik ESB-a Jean-Claude Trichet poslao je dva tajna pisma irskom ministru financija koja su u osnovi obavijestila irsku vladu o mogućoj obustavi kreditnih linija ELA-e, osim ako vlada ne pristane na program financijske pomoći euroskupine pod uvjetom implementacije daljnjih reformi i fiskalne konsolidacije. Tijekom 2012. i 2013. ESB je više puta inzistirala na tome da mjenicu treba otplatiti u cijelosti i odbila Vladin prijedlog da se mjenica zamijeni dugoročnom (i jeftinijom) obveznicom do veljače 2013. Uz to, ESB je inzistirala da se na vlasnike obveznica nacionaliziranih banaka ne smije primijeniti restrukturiranje duga, mjera koja je Irskoj mogla uštedjeti 8 milijardi eura.
Ukratko, u strahu od novog vala panike na financijskim tržištima, ESB je poduzela izvanredne mjere kako bi pod svaku cijenu izbjegla restrukturiranje duga u Irskoj, što je rezultiralo većim irskim javnim dugom.

### Operacije dugoročnog refinanciranja
Ubrzo nakon što je Mario Draghi preuzeo predsjedanje ESB-om, banka je 8. prosinca 2011. najavila novi krug zajmova s kamatama od 1% na rok od tri godine (36 mjeseci), tzv. operacije dugoročnog refinanciranja (eng. Long-term Refinancing operations - LTRO).
Od njegovog uvođenja, 523 banke iskoristile su čak 489,2 milijarde eura (640 milijardi američkih dolara) ovog financijskog instrumenta. Zajmovi nisu ponuđeni europskim državama, ali državni vrijednosni papiri koje su izdale europske države priznali su se kao prihvatljivo osiguranje, kao i vrijednosni papiri osigurani hipotekom i drugi komercijalni zapisi s dovoljno visokom ocjenom kreditnih agencija. Promatrači su bili iznenađeni opsegom danih zajmova. Daleko najveći iznos od 325 milijardi eura iskoristile su banke u Grčkoj, Irskoj, Italiji i Španjolskoj. Na taj je način ESB pokušala osigurati dovoljnu likvidnost banaka za otplatu oko 200 milijardi eura vlastitih dospjelih dugova u prva tri mjeseca 2012. godine, a istovremeno nastaviti s normalnim poslovanjem i držati otvorene kreditne linije prema poduzećima kako kreditna kriza ne bi zagušila gospodarski rast. Također se nadala da će banke dio novca iskoristiti za kupnju državnih obveznica, ublažavajući tako dužničku krizu.
Dana 29. veljače 2012. ESB je održala drugu 36-mjesečnu dražbu LTRO2, pružajući bankama eurozone dodatnih 529,5 milijardi eura zajmova s niskim kamatama. Na ovoj drugoj dugoročnoj dražbi operacija refinanciranja sudjelovalo je 800 banaka. Novo zaduživanje na aukciji u veljači iznosilo je oko 313 milijardi eura, stoga je od ukupno 256 milijardi eura postojećih zajmova ESB-a 215 milijardi eura uvedeno u sklopu LTRO2.

### Izravne monetarne transakcije
U srpnju 2012., usred obnovljenog straha od krize državnog duga u eurozoni, Draghi je u panel diskusiji u Londonu izjavio da je ESB "... spreman učiniti sve što je potrebno za očuvanje eura. I vjerujte mi, bit će dovoljno." Ova je izjava dovela do strmoglavog pada prinosa na obveznice za zemlje eurozone, posebno Španjolsku, Italiju i Francusku. U svjetlu sporog političkog napretka u rješavanju krize eurozone, Draghijeva se izjava smatra ključnom prekretnicom u spašavanju eurozone.
Na tragu Draghijevog govora, Upravno vijeće Europske središnje banke (ESB) najavilo je 2. kolovoza 2012. da ESB "može poduzeti izravne operacije na otvorenom tržištu u takvom obujmu da se postigne njegov (Draghijev) cilj" kako bi se "zaštitilo odgovarajući prijenos monetarne politike i jedinstvenost takve monetarne politike". Tehnički okvir ovih operacija formuliran je 6. rujna 2012. godine kada je ESB najavio pokretanje programa Izravnih monetarnih transakcija (eng. Outright monetary transactions - OMT). Istog je datuma ukinut Program trgovanja vrijednosnim papirima banke (SMP).
Iako je trajanje prethodnog SMP-a bilo privremeno, OMT nema ex-ante vrijeme ili ograničenje veličine, ali aktiviranje kupnji i dalje je uvjetovano pridržavanjem zemlje korisnice programu prilagodbe u sklopu Europskog tečajnog mehanizma (ESM). Do današnjeg dana ESB nije aktivirao OMT, međutim smatra se da je njegova najava (zajedno s Draghijevim govorom "što god bude potrebno") značajno pridonijela stabilizaciji financijskih tržišta i okončala krizu državnog duga.

### Kvantitativno popuštanje
Iako je kriza državnog duga gotovo bila riješena do 2014., ESB se počela suočavati s opetovanim padom stope inflacije u eurozoni, što ukazuje na to da gospodarstvo kontinenta klizi prema deflaciji. Odgovarajući na ovu prijetnju, ESB je 4. rujna 2014. najavio pokretanje dva programa kupnje obveznica: Programa kupnje pokrivenih obveznica (CBPP3) i Programa osiguranja vrijednosnih papira (ABSPP).
ESB je 22. siječnja 2015. najavila proširenje tih programa u okviru cjelovitog programa "kvantitativnog popuštanja", koji je također uključivao kupnju državnih obveznica u iznosu od 60 milijardi eura mjesečno s rokom trajanja najmanje do rujna 2016. Program je pokrenut 9. ožujka 2015. i u više je navrata proširen na oko 2500 milijardi eura.
Europska središnja banka je 8. lipnja 2016. godine pokretanjem programa kupnje obveznica korporativnog sektora (CSPP) svom portfelju za kupnju imovine dodala korporativne obveznice denominirane u eurima. Prema ovom programu, do siječnja 2019. provodila je neto kupnju korporativnih obveznica koja je dosegla oko 177 milijardi eura. Iako je program zaustavljen na 11 mjeseci u siječnju 2019., ESB je u studenom 2019. ponovno započela neto kupnju obveznica poduzeća.

### Odgovor na krizu COVID-19
Europska središnja banka je 2020. oblikovala odgovor na krizu COVID-19. Ovaj je odgovor uključivao:
- Pandemijski program hitne kupnje (PEPP) od 1350 milijardi eura čiji je cilj bio smanjiti troškove zaduživanja i povećati kapacitet kreditiranja u europodručju.[54] PEPP je proširen tako da pokriva dodatnih 500 milijardi eura u prosincu 2020.[54]
- zadržavanje ključnih kamatnih stopa na povijesno niskim razinama
- povećanje količine novca koju banke mogu posuditi od ESB-a i omogućavanje povoljnih uvjeta zaduživanja kako bi bile u stanju izdavati zajmove onima koji su najteže pogođeni širenjem virusa
- nuđenje mogućnosti trenutnog zaduživanja po povoljnim kamatnim stopama za solventne banke u cilju rješavanja privremenih pitanja financiranja
- privremeno smanjenje restrikcija u pogledu iznosa sredstava ili „kapitala“ koji banke moraju držati kao rezervu likvidnosti za teška vremena, pružajući tako bankama veću fleksibilnost u rokovima i postupcima
- reaktiviranje valutnih swap linija i poboljšanih postojećih swap linija sa središnjim bankama širom svijeta.[55]

## Mandat i cilj inflacije
Za razliku od mnogih drugih središnjih banaka, Europska središnja banka nema dvostruki mandat u kojem mora slijediti dva jednako važna cilja kao što su stabilnost cijena i puna zaposlenost (poput američkog sustava federalnih rezervi). ESB ima samo jedan primarni cilj, stabilnost cijena, prema kojem može težiti putem sekundarnih ciljeva.

### Primarni mandat
Primarni cilj Europske središnje banke, utvrđen u članku 127. stavak 1. Ugovora o funkcioniranju Europske unije, jest održavanje stabilnosti cijena u eurozoni, europski ugovori ne preciziraju točno kako bi ESB trebao slijediti taj cilj. Europska središnja banka ima dovoljno diskrecijskog prostora u pogledu načina na koji postiže svoj cilj stabilnosti cijena, jer može samostalno odlučivati o cilju inflacije, a može utjecati i na način na koji mjeri Harmonizirani indeks potrošačkih cijena (HICP).
Upravno vijeće je u listopadu 1998. definiralo stabilnost cijena kao inflaciju ispod 2%, „međugodišnji porast Harmoniziranog indeksa potrošačkih cijena (HICP) za euro područje ispod 2%“ i naglasio je da bi tu stabilnost "trebalo održavati u srednjoročnom razdoblju".
U svibnju 2003., nakon temeljite revizije strategije monetarne politike ESB-a, Upravno vijeće pojasnilo je da "u težnji za stabilnošću cijena želi održati stope inflacije ispod, ali blizu 2% u srednjoročnom razdoblju".
Od 2016. predsjednik Europske središnje banke dodatno je prilagodio svoje tvrdnje, uvodeći pojam "simetrije" u svoju definiciju cilja čime je jasno stavio do znanja da bi ESB trebao jednako odgovoriti i na inflacijski pritisak i na deflacijski pritisak. Kao što je Draghi jednom rekao "simetrija znači ne samo da nećemo prihvatiti trajno nisku inflaciju, već i da ne postoji ograničenje inflacije od 2%."

### Sekundarni mandat
Ne dovodeći u pitanje cilj stabilnosti cijena, čl. 127. Ugovora o funkcioniranju EU-a pruža mogućnost Europskoj središnjoj banci postizanje drugih ciljeva:
"Ne dovodeći u pitanje cilj stabilnosti cijena, ESCB podupire opće ekonomske politike Unije s ciljem doprinosa postizanju ciljeva Unije kako je utvrđeno u članku 3. Ugovora o Europskoj uniji."
Smatra se da ova zakonska odredba ESB-u daje "sekundarni mandat" i nudi dovoljno opravdanja da ESB također da prioritet ostalim pitanjima kao što su puna zaposlenost ili zaštita okoliša, koja se spominju u članku 3. Ugovora. o Europskoj uniji. Istodobno, ekonomisti i komentatori često su podijeljeni oko toga treba li i kako ESB slijediti te sekundarne ciljeve, posebno utjecaj na okoliš. Dužnosnici ESB-a često su isticali moguće kontradikcije tih sekundarnih ciljeva. U svrhu boljeg usmjeravanja ESB-a prema svojim sekundarnim ciljevima, sugerira se da bi trebalo doći do tješnje suradnje s Europskim parlamentom.

### Zadaci
S ciljem izvršenja primarnog mandata, zadaće ESB-a uključuju:
- Utvrđivanje i provedba monetarne politike[64]
- Upravljanje deviznim operacijama
- Održavanje platnog sustava za promicanje nesmetanog rada infrastrukture financijskog tržišta u okviru platnog sustava TARGET2[65] i razvijanje i održavanje tehničke platforme za namirenje transakcija vrijednosnim papirima u Europi (TARGET2 vrijednosni papiri)
- Savjetodavna uloga: prema zakonu nužno je zatražiti mišljenje ESB-a o bilo kojem pitanju na razini nacionalnih zakonodavstava ili zakonodavstva EU-a koje spada u nadležnost ESB-a
- Prikupljanje podataka i statistička analiza
- Međunarodna suradnja
- Izdavanje novčanica: ESB ima ekskluzivno pravo odobrenja izdavanja novčanica eura. Države članice mogu izdavati eurokovanice, ali ESB prethodno mora odobriti iznos (odmah nakon uvođenja eura, ESB je imala ekskluzivno pravo izdavati i kovanice).[65]
- Financijska stabilnost i bonitetna politika
- Nadzor banaka: od 2013. ESB je zadužena za nadzor sistemski relevantnih banaka.

### Alati monetarne politike
Glavno sredstvo monetarne politike Europske središnje banke su zajmovi ili repo ugovori s kolateralom. Te alate koristi i Američka banka federalnih rezervi, ali Fed vrši izravniju kupnju financijskih instrumenata od svog europskog pandana. Kolateral koji koristi ESB obično je visokokvalitetni dug javnog i privatnog sektora.
Sva posudba kreditnim institucijama mora biti osigurana u skladu s člankom 18. Statuta ESCB-a.
Kriteriji za određivanje "visoke kvalitete" javnog duga bili su preduvjet za članstvo u Europskoj uniji: ukupan dug, primjerice, ne smije biti prevelik u odnosu na bruto domaći proizvod, a deficit u tekućoj godini ne smije prijeći određenu razinu. Iako su ovi kriteriji prilično jednostavni, brojne računovodstvene tehnike mogu sakriti temeljnu stvarnost fiskalne solventnosti ili nedostatak iste.
U središnjem bankarstvu privilegirani je status središnje banke da može zaraditi onoliko novca koliko smatra potrebnim. U Sustavu federalnih rezervi Sjedinjenih Država Federalne rezerve kupuju imovinu: obično obveznice koje izdaje Savezna vlada. Nema ograničenja za obveznice koje može kupiti, a jedan od alata kojima raspolaže u financijskoj krizi je poduzimanje izvanrednih mjera poput kupnje velike količine imovine poput komercijalnih zapisa. Svrha takvih operacija je osigurati dostupnost odgovarajuće likvidnosti za funkcioniranje financijskog sustava.

### Regulatorno oslanjanje na kreditne rejtinge
Think-tankovi poput Svjetskog vijeća za mirovine tvrde da su europski zakonodavci pomalo dogmatski zagovarali usvajanje preporuka Basel II iz 2005. godine, i prenesli ih u pravni sustav Europske unije kroz Direktivu o kapitalnim zahtjevima (CRD) na snazi od 2008. godine. U osnovi, prisilili su europske banke i što je još važnije samu Europsku središnju banku (npr. pri ocjenjivanju solventnosti financijskih institucija) da se više nego ikad oslanjaju na standardizirane procjene kreditnog rizika koje su izdavale dvije neeuropske privatne agencije: Moody's i S&P.

### Razlika s Američkim federalnim rezervama
U Sjedinjenim Državama Sustav federalnih rezervi kupuje vrijednosne papire kako bi u gospodarstvo upumpao likvidnost. Eurosustav se pak koristi drugačijom metodom: približno 1.500 banaka koje ispunjavaju uvjete mogu se nadmetati za kratkoročne repo ugovore u trajanju od dva tjedna do tri mjeseca.
Banke u stvari posuđuju novac i moraju ga vratiti, a kratko trajanje repo ugovora omogućuje kontinuirano prilagođavanje kamatnih stopa. Kada repo ugovori dospijevaju na naplatu, banke sudionice ponovno daju ponude. Povećanje količine novčanica ponuđenih na aukciji omogućuje povećanje likvidnosti u gospodarstvu. Smanjenje ima suprotan učinak. Ugovori se vode na imovinskoj strani bilance Europske središnje banke, a rezultirajući depoziti u bankama članicama vode se kao obveza. Laički rečeno, odgovornost središnje banke je novac, a povećanje depozita u bankama članicama, koje središnja banka nosi kao obvezu, znači da je u gospodarstvo uloženo više novca.
Da bi imale pravo na sudjelovanje na aukcijama, banke moraju biti u mogućnosti ponuditi dokaz o odgovarajućem osiguranju u obliku zajmova drugim subjektima. To može biti javni dug država članica, ali prihvaćen je i prilično širok raspon vrijednosnih papira iz privatnog bankarstva. Prilično strogi zahtjevi za članstvo u Europskoj uniji, posebno s obzirom na državni dug kao postotak bruto domaćeg proizvoda svake države članice, osmišljeni su tako da osiguraju da aktiva koja se banci nudi kao zalog bude barem u teoriji jednako kvalitetna što je uvjet za zaštitu od rizika inflacije.

## Organizacija
Europska središnja banka ima četiri tijela koja donose sve odluke s ciljem ispunjavanja mandata:
- Izvršni odbor,
- Upravno vijeće,
- Generalno vijeće i
- Nadzorni odbor.

### Tijela koja donose odluke

#### Izvršni odbor
Izvršni odbor odgovoran je za provedbu monetarne politike (koju je definiralo Upravno vijeće) i svakodnevno vođenje banke. Može donositi odluke nadređene nacionalnim središnjim bankama, a može i koristiti ovlasti koje joj je dodijelilo Upravno vijeće. Članovima izvršnog odbora predsjednik ESB-a dodjeljuje niz odgovornosti. Izvršni odbor obično se sastaje svakog utorka.
Izvršni odbor čini predsjednik banke (trenutno Christine Lagarde), potpredsjednik (trenutno Luis de Guindos) i još četiri člana. Sve ih imenuje Europsko vijeće na neobnovljivi mandat od osam godina. Članovi Izvršnog odbora ESB-a imenuju se "među osobama s priznatim statusom i profesionalnim iskustvom u monetarnim ili bankarskim pitanjima, zajedničkim dogovorom vlada država članica na razini šefova država ili vlada, na preporuku Vijeća, nakon što se je konzultirao Europski parlament i Upravno vijeće ESB-a ".
José Manuel González-Páramo, španjolski član Izvršnog odbora od lipnja 2004., trebao je napustiti upravni odbor početkom lipnja 2012., ali krajem svibnja nije imenovana nijedna zamjena. Španjolci su Antonija Sáinza de Vicuñu rođenog u Barceloni, veterana ESB-a koji vodi njezin pravni odjel, nominirali za zamjenu González-Párama već u siječnju 2012. godine, ali predloženi su i drugi kandidati iz Luksemburga, Finske i Slovenije, a do svibnja nije donesena nikakva odluka. Nakon duge političke bitke i odgoda zbog kritike Europskog parlamenta da nema rodne ravnoteže u ESB-u, Luksemburžanin Yves Mersch imenovan je na mjesto Gonzáleza-Párame.
Frank Elderson je naslijedio Yvesa Merscha kao član izvršnog odbora ESB-a u prosincu 2020.

#### Upravno vijeće
Upravno vijeće glavno je tijelo eurosustava koje donosi odluke. Čine ga članovi Izvršnog odbora (ukupno šest) i guverneri nacionalnih središnjih banaka zemalja europodručja (njih 20 počevši od 2023.).
Od siječnja 2015. ESB je na svojoj internetskoj stranici objavio sažetak vijećanja Upravnog vijeća. Te su publikacije djelomičan odgovor na opetovane kritike zbog netransparentnosti ESB-a, ali za razliku od ostalih središnjih banaka, ESB još uvijek ne otkriva pojedinačne podatke o glasovanju guvernera koji sjede u njegovom Vijeću.
|                      | Ime                         | Uloga                                                | Trajanje dužnosti  | Trajanje dužnosti   |
| -------------------- | --------------------------- | ---------------------------------------------------- | ------------------ | ------------------- |
| Izvršni odbor        | Christine Lagarde           | predsjednica                                         | 1. studenog 2019.  | 31. listopada 2027. |
| Izvršni odbor        | Luis de Guindos             | dopredsjednik                                        | 1. lipnja 2018.    | 31. svibnja 2026.   |
| Izvršni odbor        | Piero Cipollone             | član izvršnog odbora                                 | 1. studenog 2023.  | 31. listopada 2031. |
| Izvršni odbor        | Philip R. Lane              | član izvršnog odbora glavni ekonomist                | 1. lipnja 2019.    | 31. svibnja 2027.   |
| Izvršni odbor        | Frank Elderson              | član izvršnog odbora potpredsjednik nadzornog odbora | 15. prosinca 2020. | 14. prosinca 2028.  |
| Izvršni odbor        | Isabel Schnabel             | član izvršnog odbora                                 | 1. siječnja 2020.  | 31. prosinca 2027.  |
| Nacionalni guverneri | Pablo Hernández de Cos      |                                                      | 11. lipnja 2018.   | 10. lipnja 2024.    |
| Nacionalni guverneri | Joachim Nagel               |                                                      | 1. siječnja 2022.  |                     |
| Nacionalni guverneri | Pierre Wunsch               |                                                      | 2. siječnja 2019.  | siječnja 2024.      |
| Nacionalni guverneri | Yannis Stournaras           |                                                      | lipnja 2020.       | lipnja 2026.        |
| Nacionalni guverneri | François Villeroy de Galhau |                                                      | 1. studenog 2015.  | studenoga 2027.     |
| Nacionalni guverneri | Gaston Reinesch             |                                                      | siječnja 2013.     | siječnja 2026.      |
| Nacionalni guverneri | Robert Holzmann             |                                                      | 1. rujna 2019.     | 31. kolovoza 2025.  |
| Nacionalni guverneri | Peter Kažimír               |                                                      | 1. lipnja 2019.    | 1. lipnja 2025.     |
| Nacionalni guverneri | Gediminas Šimkus            |                                                      | 7. travnja 2021.   | 6. travnja 2026.    |
| Nacionalni guverneri | Olli Rehn                   |                                                      | 12. srpnja 2018.   | 12. srpnja 2025.    |
| Nacionalni guverneri | Mário Centeno               |                                                      | srpnja 2020.       | lipnja 2025.        |
| Nacionalni guverneri | Edward Scicluna             |                                                      | 1. siječnja 2021.  | 30. prosinca 2025.  |
| Nacionalni guverneri | Boštjan Vasle               |                                                      | 1. siječnja 2019.  | 31. prosinca 2024.  |
| Nacionalni guverneri | Madis Müller                |                                                      | lipnja 2019.       | lipnja 2026.        |
| Nacionalni guverneri | Mārtiņš Kazāks              |                                                      | 21. prosinca 2019. | 21. prosinca 2025.  |
| Nacionalni guverneri | Klaas Knot                  |                                                      | 1. srpnja 2011.    | svibnja 2025.       |
| Nacionalni guverneri | Fabio Panetta               |                                                      | 1. studenog 2023.  | 31. listopada 2028. |
| Nacionalni guverneri | Constantinos Herodotou      |                                                      | 11. travnja 2019.  | travnja 2024.       |
| Nacionalni guverneri | Gabrijel Makhlouf           |                                                      | 1. rujna 2019.     | 1. rujna 2026.      |
| Nacionalni guverneri | Boris Vujčić                |                                                      | 8. srpnja 2012.    | 13. srpnja 2024.    |

#### Generalno vijeće
Generalno vijeće tijelo je koje se bavi prijelaznim pitanjima usvajanja eura, primjerice utvrđivanjem tečaja valuta koje će biti zamijenjene eurom (u kontinuitetu sa zadacima bivšeg EMI-ja). Postojat će sve dok sve države članice EU ne usvoje euro, a u tom će se trenutku raspustiti. Čine ga od predsjednik i potpredsjednik i guverneri svih nacionalnih središnjih banaka EU-a.

#### Nadzorni odbor
Nadzorni odbor sastaje se dva puta mjesečno radi rasprave, planiranja i izvršavanja nadzornih zadataka ESB-a. Predlaže nacrte odluka Upravnom vijeću po postupku bez prigovora. Sastoji se od predsjedajućeg (imenovanog na mandat od pet godina koji se ne može obnoviti), zamjenika predsjedajućeg (izabranog među članovima Izvršnog odbora ESB-a), četiri predstavnika ESB-a i predstavnika nacionalnih supervizora. Ako nacionalno nadzorno tijelo koje je odredila država članica nije nacionalna središnja banka (NCB), predstavniku nadležnog tijela može biti u pratnji predstavnik njihove NCB-e. U takvim slučajevima, predstavnici se za postupka glasovanja zajedno smatraju jednim članom s jednim glasom.
Nacionalni odbor uključuje i Upravni odbor, koji podržava aktivnosti Nadzornog odbora i priprema sastanke Odbora. Čine ga predsjednik nadzornog odbora, potpredsjednik nadzornog odbora, jedan predstavnik ESB-a i pet predstavnika nacionalnih supervizora. Pet predstavnika nacionalnih supervizora imenuje Nadzorni odbor na godinu dana po principu rotacijskog sustava koji osigurava pravednu zastupljenost zemalja.
| Sastav nadzornog odbora ESB-a |                           |
| Ime                           | Uloga                     |
| Andrea Enria                  | predsjednik               |
| Frank Elderson                | privremeni potpredsjednik |
| Pentti Hakkarainen            | predstavnik ESB-a         |
| Édouard Fernandez-Bollo       | predstavnik ESB-a         |
| Kerstin af Jochnick           | predstavnik ESB-a         |
| Elizabeth McCaul              | predstavnik ESB-a         |

### Kapital
ESB je izravno podređen europskom zakonu, ali njegov sastav nalik je onom korporacije u smislu da ESB ima dioničare i dionički kapital. Njegov početni kapital trebao je iznositi 5 milijardi eura a ključ za raspodjelu početnog kapitala utvrđen je 1998. godine na temelju broja stanovnika i BDP-a država članica, ali odlučeno je da je ključ je prilagodljiv. Nacionalne središnje banke europodručja morale su u cijelosti uplatiti svoje upise u kapital ESB-a. Središnje banke zemalja koje nisu sudjelovale u programu morale su platiti 7% svojih upisa u kapital ESB-a kao doprinos njenim operativnim troškovima. Kao rezultat toga, ESB je bila popunjena početnim kapitalom od nešto manje od 4 milijarde eura. Kapital drže nacionalne središnje banke država članica kao dioničari. Dionice u ESB-u nisu prenosive i ne mogu se koristiti kao zalog, a NCB su jedini upisnici i nositelji kapitala ESB-a.
Trenutno kapital ESB-a iznosi oko 40 milijardi eura, a drže ga nacionalne središnje banke država članica kao dioničari. Udjeli nacionalnih središnjih banaka u ovom kapitalu izračunavaju se pomoću ključa koji odražava udio dotične članice u ukupnom stanovništvu i bruto domaćem proizvodu EU-a. ESB prilagođava dionice svakih pet godina i svaki put kad se promijeni broj nacionalnih središnjih banaka koji uplaćuju doprinose. Prilagodba se vrši na temelju podataka Europske komisije.
Sve nacionalne središnje banke (NSB) koje posjeduju udio u kapitalu ESB-a od 1. veljače 2020. navedene su u tablici niže. Nacionalne središnje banke izvan europodručja moraju platiti vrlo mali postotak svog upisanog kapitala, što kao posljedicu ima veliku razliku ukupnog uplaćenog kapitala unutar i izvan europodručja.
| NSB                           | Postotak kapitala (%) | Uplaćeni kapital (€) |
| ----------------------------- | --------------------- | -------------------- |
| Nacionalna banka Belgije      | 2,9630                | 276.290.916,71       |
| Deutsche Bundesbank           | 21.4394               | 1.999.160.134,91     |
| Banka Estonije                | 0,2291                | 21.362.892,01        |
| Središnja banka Irske         | 1.3772                | 128.419.794,29       |
| Banka Grčke                   | 2.0117                | 187.585.027,73       |
| Španjolska banka              | 9.6981                | 904.318.913,05       |
| Francuska banka               | 16.6108               | 1.548.907.579,93     |
| Banka Italije                 | 13.8165               | 1.288.347.435,28     |
| Središnja banka Cipra         | 0,1750                | 16.318.228,29        |
| Latvijska banka               | 0,3169                | 29.549.980,26        |
| Banka Litve                   | 0,4707                | 43.891.371,75        |
| Središnja banka Luksemburga   | 0,2679                | 24.980.876,34        |
| Središnja banka Malte         | 0,0853                | 7,953,970.70         |
| De Nederlandsche Bank         | 4.7662                | 444,433,941.0        |
| Oesterreichische Nationalbank | 2.3804                | 221.965.203,55       |
| Banco de Portugal             | 1.9035                | 177.495.700,29       |
| Banka Slovenije               | 0,3916                | 36.515.532,56        |
| Nacionalna banka Slovačke     | 0,9314                | 86.850.273,32        |
| Banka Finske                  | 1,4939                | 136,005.388,82       |
| Ukupno                        | 81.3286               | 7.583.649.493,38     |
| Van euro područja:            |                       |                      |
| Bugarska narodna banka        | 0,9832                | 3,991,180.11         |
| Češka narodna banka           | 1.8794                | 7,629,194,36         |
| Danmarks Nationalbank         | 1.7591                | 7.140.851,23         |
| Hrvatska narodna banka        | 0,6595                | 2,677,159.56         |
| Mađarska narodna banka        | 1.5488                | 6.287.164,11         |
| Narodna banka Poljske         | 6.0335                | 24.492.255,06        |
| Nacionalna banka Rumunjske    | 2,8289                | 11.483.573,44        |
| Sveriges Riksbank             | 2,9790                | 12.092.886,02        |
| Ukupno                        | 18.6714               | 75.794.263,89        |

## Rezerve
Nacionalne središnje banke država članica koje su dio europodručja osigurale su do sada svojim uplatama kapitala u rezerve likvidnosti ESB-a sredstva od oko 40 milijardi eura. Doprinosi svake nacionalne središnje banke razmjerni su njezinom udjelu u upisanom kapitalu ESB-a, dok zauzvrat ESB pripisuje svakoj nacionalnoj središnjoj banci potraživanje u eurima u protuvrijednosti njenog doprinosa.

## Jezici
Radni jezik Europske središnje banke uglavnom je engleski, a konferencije za tisak obično se održavaju na engleskom jeziku. S vanjskim se priopćenjima postupa fleksibilno: engleski jezik ima prednost (iako ne isključivu) u komunikaciji unutar ESCB-a (tj. s drugim središnjim bankama) i s financijskim tržištima. Komunikacija s drugim nacionalnim tijelima i građanima EU obično je na njihovom jeziku, ali mrežno mjesto ESB-a uglavnom je na engleskom jeziku. Službeni dokumenti poput Godišnjeg izvješća na službenim su jezicima EU.

## Neovisnost
Europska središnja banka (i Eurosustav općenito) često se smatra "najsamostalnijom središnjom bankom na svijetu". Općenito, to znači da svoje zadatke i politike može raspravljati, oblikovati, odlučivati i provoditi u potpunoj autonomiji, bez pritiska ili potrebe za uputama bilo kojeg vanjskog tijela. Glavno objašnjenje za takvu neovisnost ESB-a jest što je takav institucionalni okvir optimalan za održavanje stabilnosti cijena.
U praksi je neovisnost ESB-a vezana uz četiri ključna načela:
- Operativna i pravna neovisnost : ESB ima sve potrebne nadležnosti za ispunjenje svog mandata održavanja stabilnosti cijena i posljedičnog upravljanja monetarnom politikom u punoj autonomiji i uz visoku razinu diskrecije. Odluke Upravnog vijeća ESB-a donose se s visokim stupnjem tajnosti i rezultati pojedinačnog glasovanja se javno ne otkrivaju (što dovodi do sumnji da članovi Upravnog vijeća glasaju po nacionalnom ključu).[103][104]  Uz odluke o monetarnoj politici, ESB ima pravo izdavati pravno obvezujuće propise u okviru svoje nadležnosti i ako su ispunjeni uvjeti utvrđeni pravom Unije, te može sankcionirati aktere ako krše zakonske odredbe utvrđene propisima Unije. Vlastita pravna osobnost ESB-a također omogućuje ESB-u sklapanje međunarodnih pravnih sporazuma neovisno o drugim institucijama EU-a i može biti strankom u pravnom postupku. ESB može i organizirati svoj unutarnji ustroj po vlastitim potrebama.
- Osobna neovisnost: mandat članova odbora ESB-a namjerno je vrlo dug (8 godina), a guverneri nacionalnih središnjih banaka imaju najmanje pet godina mandata koji se može obnoviti.[100] Članovi odbora ESB-a uživaju imunitet od sudskih postupaka.[105] O smjeni s funkcije može odlučiti samo Sud Europske unije (CJEU), na zahtjev Upravnog vijeća ESB-a ili Izvršnog odbora (tj. samog ESB-a). Takva je odluka moguća samo u slučaju nesposobnosti ili ozbiljnog prekršaja. Guverneri nacionalnih središnjih banaka eurosustava mogu biti otpušteni prema nacionalnom zakonu (s mogućnošću žalbe) u slučaju da više ne mogu izvršavati svoje funkcije ili su ako za ozbiljno kršili zakon.
- Financijska neovisnost: ESB je jedino tijelo u EU čiji statut jamči proračunsku neovisnost vlastitim sredstvima i prihodima. ESB koristi vlastitu dobit ostvarenu operacijama monetarne politike i ne može biti tehnički nesolventna. Financijska neovisnost ESB-a jača i njezinu političku neovisnost. Pošto ESB-u nije potrebno vanjsko financiranje i istovremeno mu je zabranjeno izravno financiranje kod javnih institucija, to ga štiti od potencijalnog pritiska javnih vlasti.
- Politička neovisnost: Institucije i tijela Europske unije i vlade država članica ne smiju utjecati na članove tijela ESB-a ili nacionalnih središnjih banaka u izvršavanju njihovih zadataka. Suprotno tome, institucije EU-a i nacionalne vlade obvezne su ugovorima poštovati neovisnost ESB-a i upravo je ovo drugo pravilo predmet mnogih rasprava.

## Demokratska kontrola
Kao protuteža svojem visokom stupnju autonomije i diskrecije, ESB je odgovorna Europskom parlamentu (i u manjoj mjeri Europskom revizorskom sudu, Europskom ombudsmanu i Sudu EU-a (CJEU)). Iako između Europskog parlamenta i ESB-a ne postoji međuinstitucionalni sporazum o uređivanju okvira odgovornosti ESB-a, postoji neformalni dogovor nadahnut rezolucijom Europskog parlamenta usvojenom 1998. godine i ugrađen u pravila rada Parlamenta.
Okvir odgovornosti uključuje pet glavnih mehanizama:
- Godišnje izvješće: ESB je dužan objavljivati izvješća o svojim aktivnostima i svoje godišnje izvješće mora uputiti Europskom parlamentu, Europskoj komisiji, Vijeću Europske unije i Europskom vijeću.[109] Zauzvrat, Europski parlament ocjenjuje protekle aktivnosti ESB-a putem pravno neobvezujućeg godišnjeg izvješća o Europskoj središnjoj banci.
- Tromjesečna saslušanja: Odbor za ekonomske i monetarne poslove Europskog parlamenta svako tromjesečje organizira saslušanje ("Monetarni dijalog") s ESB-om,[110] omogućujući članovima parlamenta usmeno postavljanje pitanja predsjedniku ESB-a.
- Parlamentarna pitanja: svi zastupnici u Europskom parlamentu imaju pravo uputiti pisana pitanja[111] predsjedniku ESB-a. Predsjednik ESB-a daje pisani odgovor u roku od 6 tjedana.
- Imenovanja: Tijekom postupka imenovanja članova izvršnog odbora ESB-a konzultira se Europski parlament.[112]
- Pravni postupci: ESB-ova vlastita pravna osobnost omogućuje civilnom društvu ili javnim institucijama podnošenje žalbi protiv ESB-a Sudu EU-a.

Godine 2013. postignut je međuinstitucionalni sporazum između ESB-a i Europskog parlamenta o uspostavi bankovnog nadzora ESB-a. Ovim se sporazumom Europskom parlamentu daju šira ovlaštenja djelovanja na ustaljenu praksu aktivnosti ESB-a u sferi monetarne politike. Primjerice, prema tom sporazumu Parlament može staviti veto na imenovanje predsjedatelja i zamjenika predsjedatelja nadzornog odbora ESB-a i može odobriti razrješenja ako to zahtijeva ESB.

## Transparentnost
Uz neovisnost, ESB podliježe ograničenim obvezama transparentnosti, za razliku od standarda institucija  EU i drugih glavnih središnjih banaka. Zapravo, kako je istaknuo Transparency International, "Ugovori uspostavljaju transparentnost i otvorenost kao načelo EU-a i njegovih institucija. Međutim, dodjeljuju ESB-u djelomično izuzeće od tog načela. Prema čl. 15 (3) UFEU-a, ESB je vezana načelima EU-a o transparentnosti „samo kada izvršava [svoje] upravne zadatke” (izuzeće - koje pojam „upravni poslovi“ ostavlja nedefiniranim - jednako se odnosi i na Sud Europske unije i Europsku investicijsku banku)."
U praksi postoji nekoliko konkretnih primjera kada je ESB manje transparentna od ostalih institucija:
- Tajna glasanja: dok druge središnje banke objavljuju rezultate glasova svojih članova, odluke Upravnog vijeća ESB-a donose se u tajnosti. Od 2014. ESB objavljuje "izvješća" svojih sastanaka u vezi monetarne politike,[115] ali oni su i dalje prilično neodređeni i ne podrazumijevaju pojedinačne glasove članova.
- Pristup dokumentima: Obveza tijela EU-a da dokumente učine slobodno dostupnima nakon trideset godina odnosi se i na ESB. Međutim, prema Poslovniku ESB-a, Upravno vijeće može odlučiti zadržati tajnost nad pojedinačnim dokumentima i nakon 30-godišnjeg razdoblja.
- Otkrivanje popisa vrijednosnih papira: ESB je manje transparentna od Američkih federalnih rezervi kada je riječ o otkrivanju popisa vrijednosnih papira pohranjenih u svojoj bilanci u okviru operacija monetarne politike kao što je kvantitativno popuštanje.[116]

## Sjedište
Sjedište banke je u četvrti Ostendeu u Frankfurtu na Majni. Grad je najveće financijsko središte u eurozoni i sjedište ESB-a u njemu određeno je Amsterdamskim ugovorom. Banka se 2014. preselila u novo sjedište, koje je projektirao arhitektonski ured Coop Himmelbau sa sjedištem u Beču. Zgrada je visoka oko 180 metara i uz nju bi trebale biti izgrađene druge pomoćne zgrade na mjestu nekadašnje veletržnice u istočnom dijelu Frankfurta na Majni. Glavna građevina ima 120.000 m² ukupne površine, a gradnja je započela u listopadu 2008. Očekivalo se da će zgrada postati arhitektonski simbol Europe. Premda je bila dizajnirana za smještaj dvostrukog broja osoblja u odnosu na bivše sjedište u Eurotoweru, ESB je zadržao u funkciji i prijašnju zgradu zbog potrebe za većim prostorom budući da je preuzeo odgovornost za bankarski nadzor.

## Vanjske poveznice
- Europska središnja banka, službeno web mjesto.
- Podrijetlo i razvoj europskih organizacija: Europska središnja banka, web stranica CVCE.eu.
- Odjeljak EUR-Lex za Europsku središnju banku (ECB) i dokumente povezane s ECB-om
- Europska središnja banka: povijest, uloga i funkcije, web stranica ECB-a.
- Statut Europske središnje banke (2012.)